# Schwengelpumpe

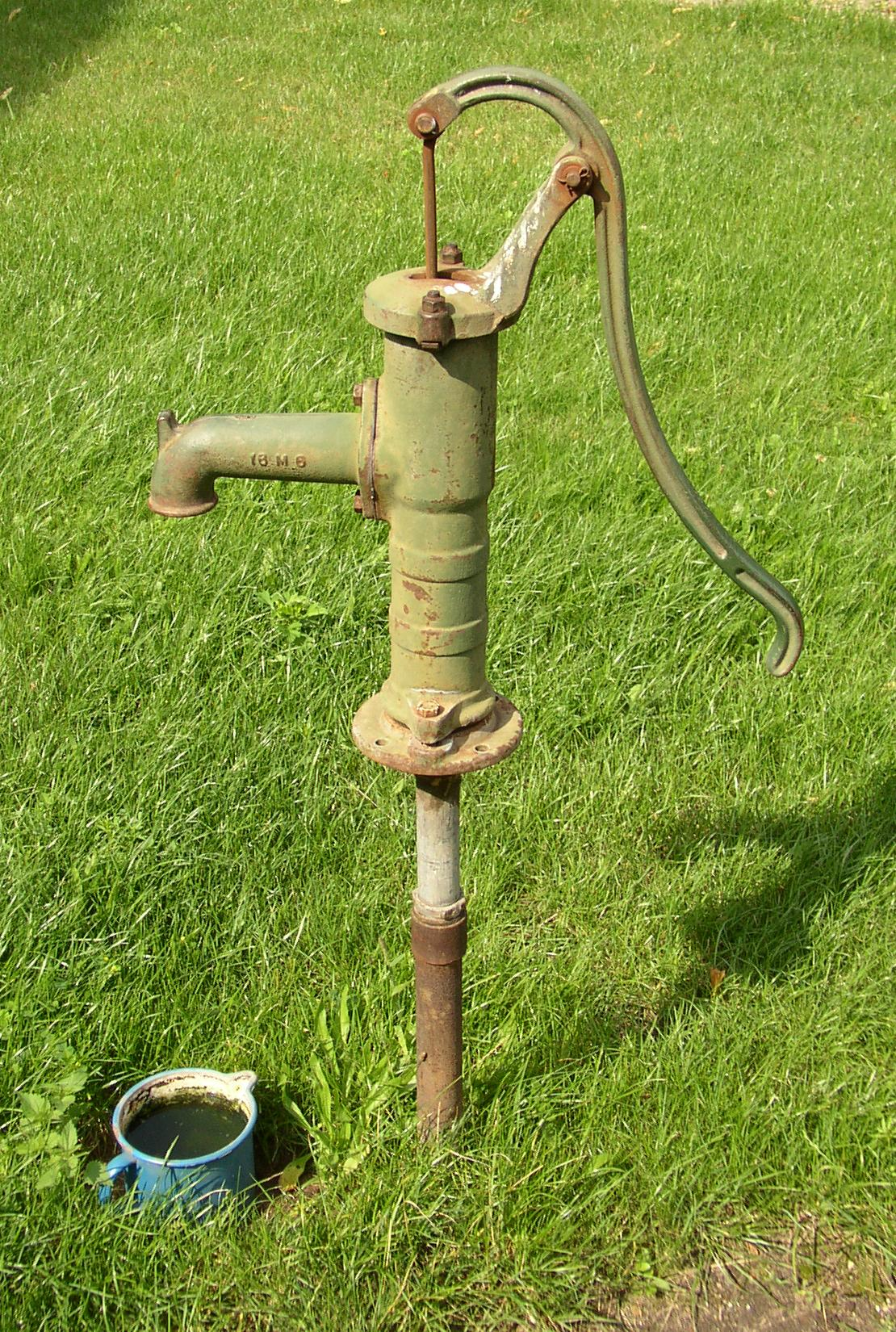
Schwengelpumpe in Wulkow-Großwulkow, Sachsen-Anhalt

Eine Schwengelpumpe ist eine selbst ansaugende Wasserpumpe. Schwengelpumpen sind einfache Kolbenpumpen, deren Kolben über einen zweiarmigen Hebel, Schwengel genannt, mit der Hand betätigt wird. Der Kolben ist über eine Kolbenstange direkt mit dem kürzeren Arm des Schwengels verbunden und meist mit einer Manschette aus Leder abgedichtet.
Diese Bauform ist einfach und von Stromnetz und Wasserleitung unabhängig. Sie wird weltweit zur Wasserversorgung aus Brunnen und oft in Kleingärten eingesetzt. Sie dient auf Grund ihrer Eigenschaften im Notfall bei Ausfall der Netze für die örtliche Wasserversorgung.

## Geschichte
Belege für das Vorhandensein dieser Bauform und Funktionsweise sind schon 300 Jahre alt. Unter Nutzung der Hebelgesetze wurden mit diesem Pumpsystem jene Brunnen ersetzt, bei denen aus einem offenen Schacht das Wasser mit einem am Seil hängenden Eimer nach oben geholt wurde: bei jedem Zug am Seil musste direkt das volle Wassergewicht (fünf bis zehn Kilogramm) gezogen werden. Eine Alternative dazu waren Ziehbrunnen, die einen Schwingbaum gegebenenfalls mit Gegengewicht besaßen. Der Wasservorrat sammelte sich in diesen Fällen meist im offenen oder abgedeckten Brunnen (Kesselbrunnen).
Solange keine Wassernetze bestanden, waren Schwengelpumpen praktisch zur Förderung von Grundwasser und weit verbreitet. Bis zum Beginn des 20. Jahrhunderts standen Schwengelpumpen zum Fördern an Straßen (öffentliche Straßenpumpe) oder als Hofbrunnen vor dem Haus oder im Hof. Um 1920 wurden Schwengelpumpen noch so im Haus eingebaut, dass sie in der Küche standen. Während in Städten die Wasserleitung an Bedeutung gewann, waren in ländlichen Gebieten Schwengelpumpen noch bis über die 1950er Jahre verbreitet. Für bestimmte Nutzungen sind immer noch Exemplare vorhanden und aktiv.
Schwengelpumpen werden im vogtländischen als Pflumpf und im erzgebirgischen als P(l)ump bezeichnet.

## Technik
Eine Schwengelpumpe mit gut dichtendem Kolben und Ventilen kann Wasser aus einer Tiefe von etwa bis zu 8 Metern ansaugen; die maximale Förderhöhe ist durch die Geodätische Saughöhe begrenzt, welche in Abhängigkeit von Wassertemperatur und Mineralgehalt (Dichte) sowie vom Luftdruck differiert (maximaler Unterdruck < Umgebungsdruck der Luft).

### Aufbau einer Schwengelpumpe

Pumpendetails
Schwengelpumpe: Prinzip und Aufbau
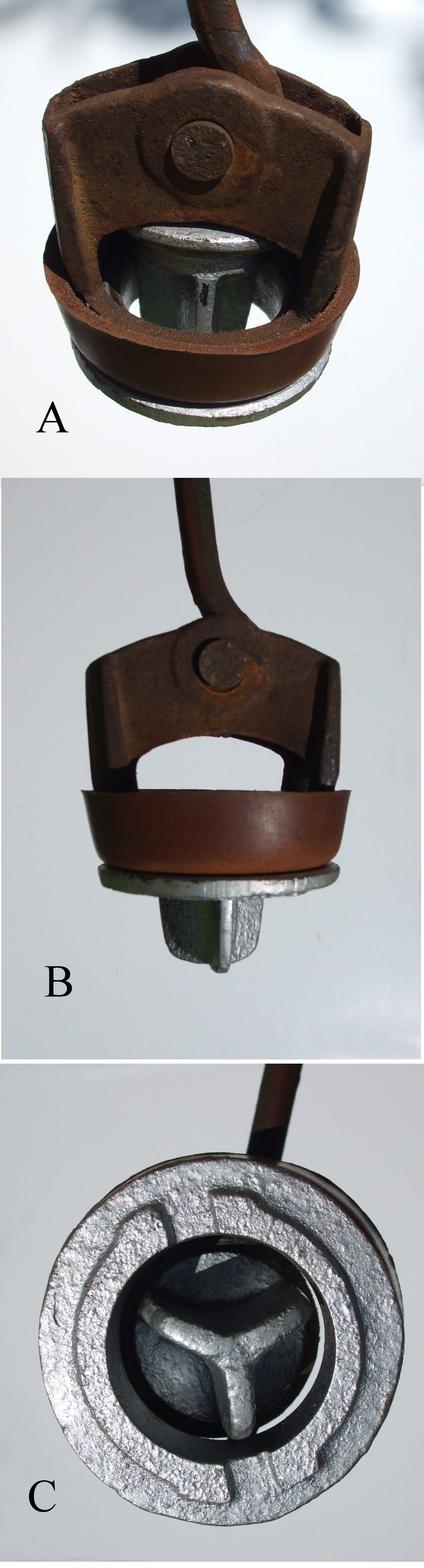
Leder-Manschette und Ventil A: geöffnet, B: geschlossen, C: Sicht von unten

Eine durch Handkraft betriebene Schwengelpumpe besteht aus:
- Pumpengehäuse / Zylinder
- Schwengel (Hebel)
- Kolbenstange
- Kolben
- Kolbendichtung (Ledermanschette)
- Pumpenraum
- Auslassventil
- Wasseransaugleitung
- Einlassventil
- Wasseraustritt

### Funktionsweise einer Schwengelpumpe

Schwengelpumpe: Funktionsprinzip

Die Schwengelpumpe arbeitet als Hubkolbenpumpe.
- Bewegt man den Schwengel abwärts, wird der Kolben nach oben gezogen. Dadurch entsteht unterhalb des Kolbens ein Unterdruck, das Einlassventil unten öffnet sich und die Wassersäule (zunächst mit Luft) wird gehoben.
- Wird der Schwengel aufwärts bewegt, geht der Kolben nach unten; das Einlassventil schließt durch Schwerkraft und das obere Ventil im Kolben lässt Wasser oder Luft in den Raum oberhalb strömen.
- Bei erneutem Hub des Kolbens schließt das obere Ventil und der Kolben hebt das über ihm befindliche Wasser, sodass es am Ausgang abfließt.

### Handhabung und Wartung
Manschette und Ventile dichten in trockenem Zustand nicht gut ab. Eine ständig benutzte Pumpe bringt immer wieder Wasser in den Pumpenraum, oberhalb des Kolbens. Um eine trockene Pumpe in Betrieb zu nehmen, wird zunächst Wasser von oben in den Pumpenraum gefüllt, damit die Dichtungen aufquellen. Regelmäßig mit Vaseline eingerieben, bleibt die Ledermanschette geschmeidig und hält länger. Um Frostschaden zu vermeiden, sollte die Pumpe im Winter abgebaut werden. Ist dies nicht möglich, ist der Pumpenkörper gegen von oben eindringendes Regenwasser oder sonst wie äußere Durchnässung zu schützen. An den öffentlichen Brunnen der Notwasserversorgung sind Frosthähne vorhanden, mit denen das Restwasser in der Pumpe abgelassen werden kann, sodass sie nicht einfriert.
Da weder ein Stromanschluss noch Verbindung zum Wasserversorgungsnetz nötig sind, eignen sie sich für den heimischen Garten und Kleingartenanlagen. Vorwiegend ist das Gerät auf einer stabilen Platte montiert, um den Eimer abzustellen und der Pumpe Stabilität zu geben. Auf Wiesen und Feldern kann sie direkt im Erdreich stehen. Ein Gegengewicht am Handgriff des Schwengels verbessert die Pumpkraft. An der Dichtung und dem Ansaugfilter treten am häufigsten Schäden auf. Schwengelpumpen stehen oft auf Abenteuerspielplätzen für Kinder (Matschanlage).

### Brunnen und Zisternen
Schwengelpumpen ziehen das geförderte Wasser aus einem Vorrat meist von Grundwasser. Je nach Erfordernis sind für die Nutzung Ramm- oder Schlagbrunnen, Bohrbrunnen (als Flach- oder Tiefbrunnen) oder Schachtbrunnen abzusenken. Ein Kesselbrunnen ist eine ummauerte oder anders eingefasste Kaverne im Boden, in der sich Grundwasser sammeln kann. Ein anderer Einsatz für Schwengelpumpen ist das Fördern von in Zisternen oder Fässern aufgefangenem Regenwasser.
Einfache Rammbrunnen in leichtem, sandigem Boden sind ohne Spezialkenntnisse von handwerklich begabten Personen ausführbar. Für Lehmboden gibt es einfaches manuelles Bohrgerät. Für das Aufbauen und Anbringen von Brunnen bestehen örtlich geltende wasserrechtliche Vorschriften.

## Einsatz
Eine Schwengelpumpe ist ein einfaches und robustes Fördermittel für die Gewinnung von Brauchwasser. Auch zur Notversorgung mit Trinkwasser bietet sie Vorteile: einfacher Aufbau, intuitive Bedienung, wartungsarm, kostengünstige Beschaffung von Brauchwasser. Weit verbreitet sind Schwengelpumpen nach wie vor als Gartenpumpen, insbesondere in Lagen ohne Netzanschluss.
Das Stadtbild von Berlin oder Magdeburg prägende historische Straßenpumpen sind Trinkwassernotbrunnen zur Versorgung beim Ausfall des Wassernetzes. Deren Brunnenkörper stammen zum Teil aus dem 19. Jahrhundert, wie der abgebildete neobarocke Lauchhammerbrunnen der Eisengußhütte Lauchhammer. In Leipzig stehen ebenfalls Handschwengelpumpen im öffentlichen Raum, die als Kulturdenkmale unter Schutz gestellt sind. Diese öffentlichen Pumpen dienen u. a. zur Versorgung mit Löschwasser. Sie werden seit den 1990er Jahren auch zur Steigerung der Attraktivität in Städten neu aufgebaut.
Eine Anwendung der Schwengelpumpe ist die Fasspumpe. Um gelegentlich Flüssigkeit aus einem Fass zu entnehmen, wird die Pumpe aufgesetzt. Sie hat einen Schlauch, der bis zum Grund des Fasses reicht. Verwendet werden sie an Regentonnen, Weinfässern oder auf Dieselfässern.

Beispiele für Schwengelpumpen als Straßenbrunnen
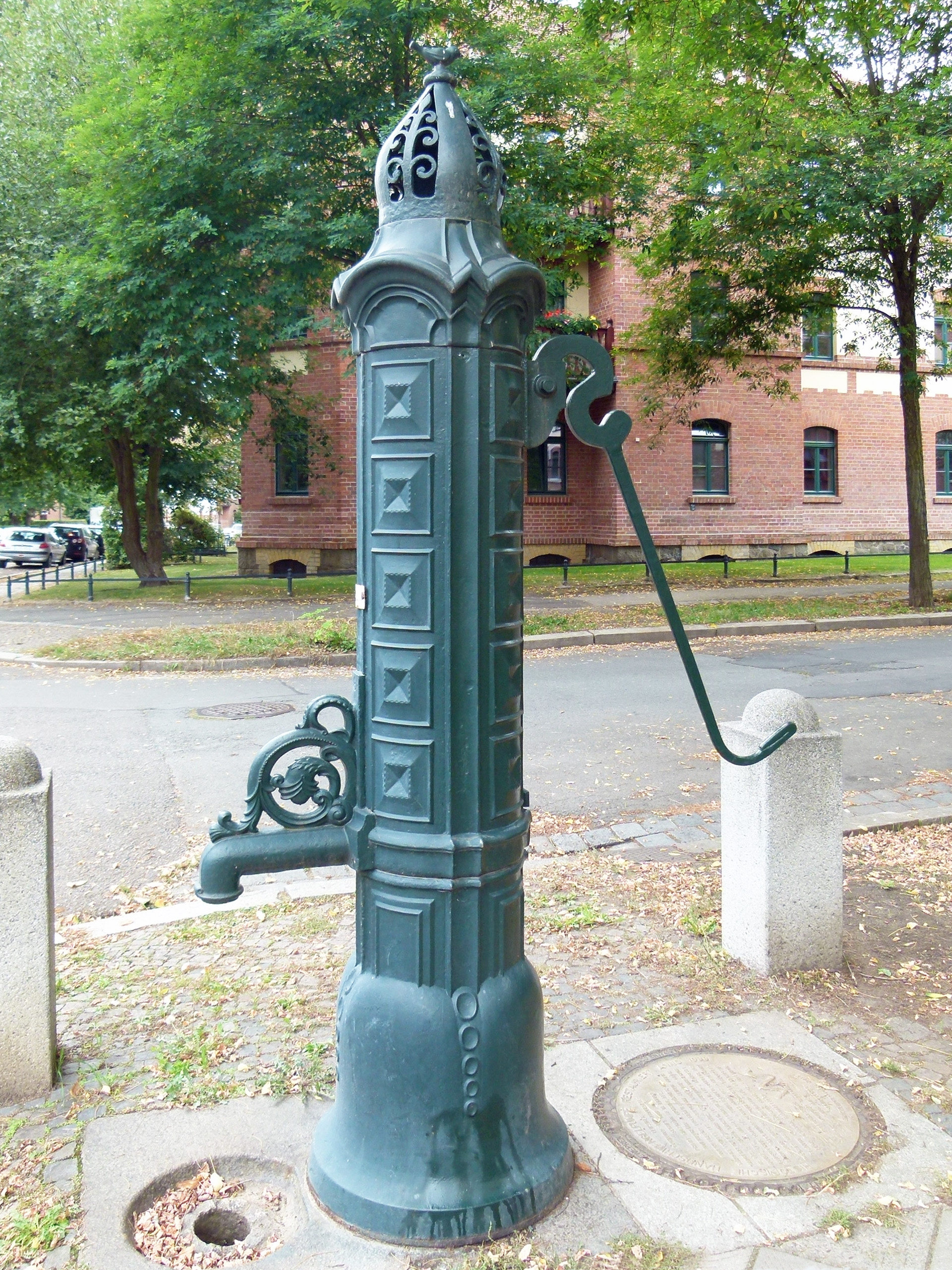
Schwengelpumpe in Leipzig (Kulturdenkmal)
Lauchhammerpumpe, Berlin Klausenerplatz (Ende 1890er Jahre)
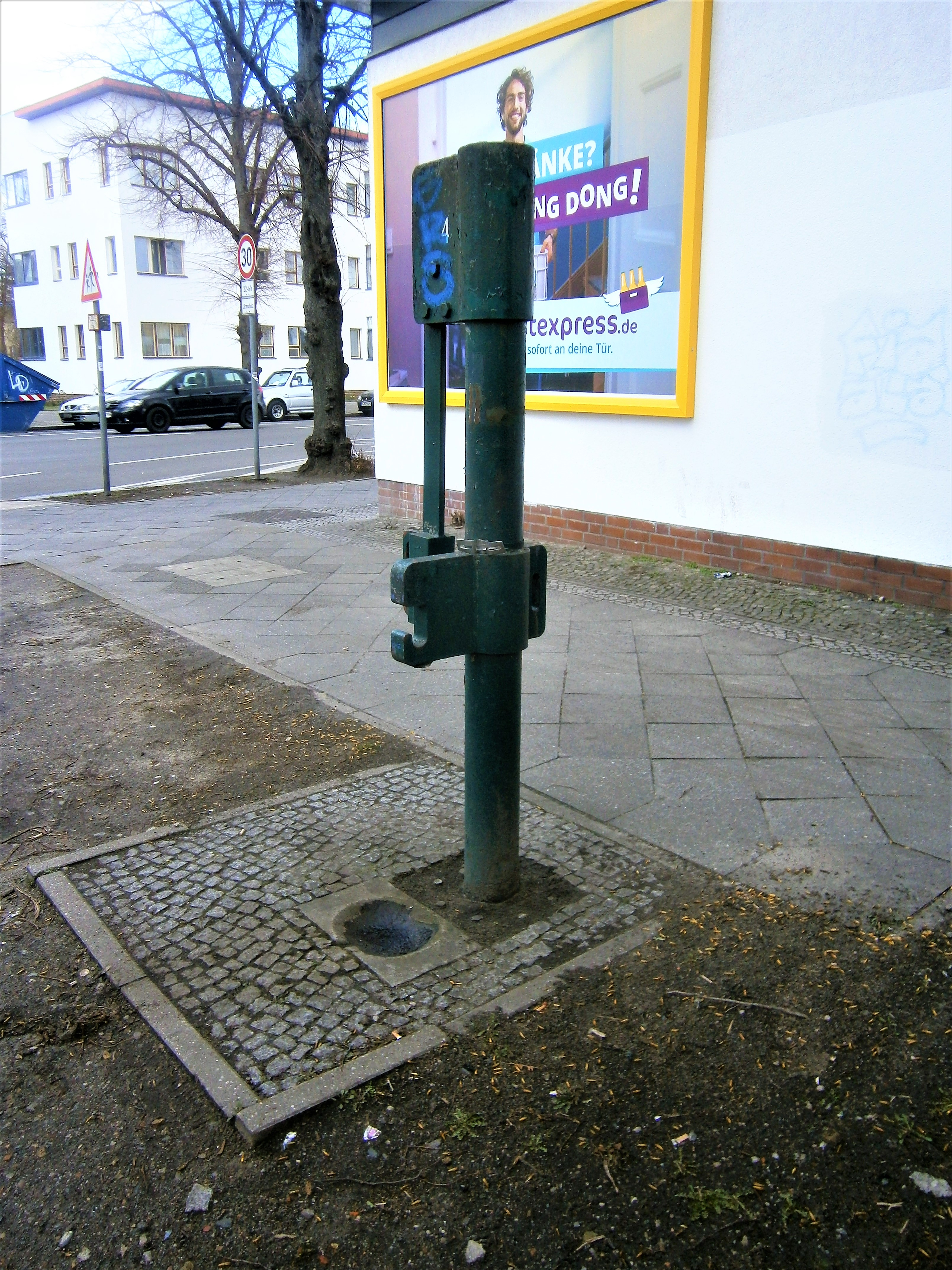
Schwengelpumpe nach Schliephacke (1960er Jahre) in Berlin-Reinickendorf
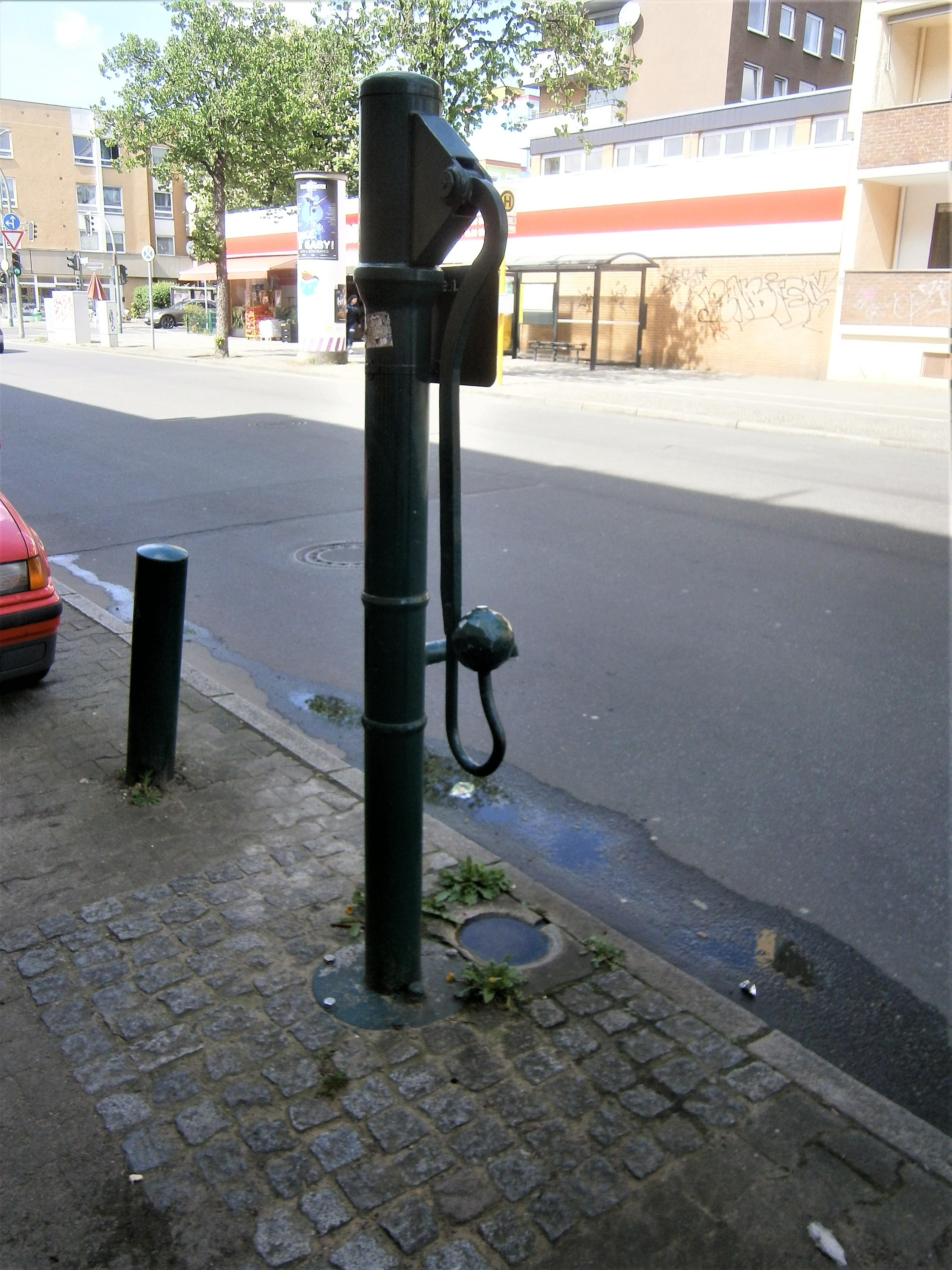
Brunnensäule mit Schwengel und Kopf (Berlin, System Wolf)
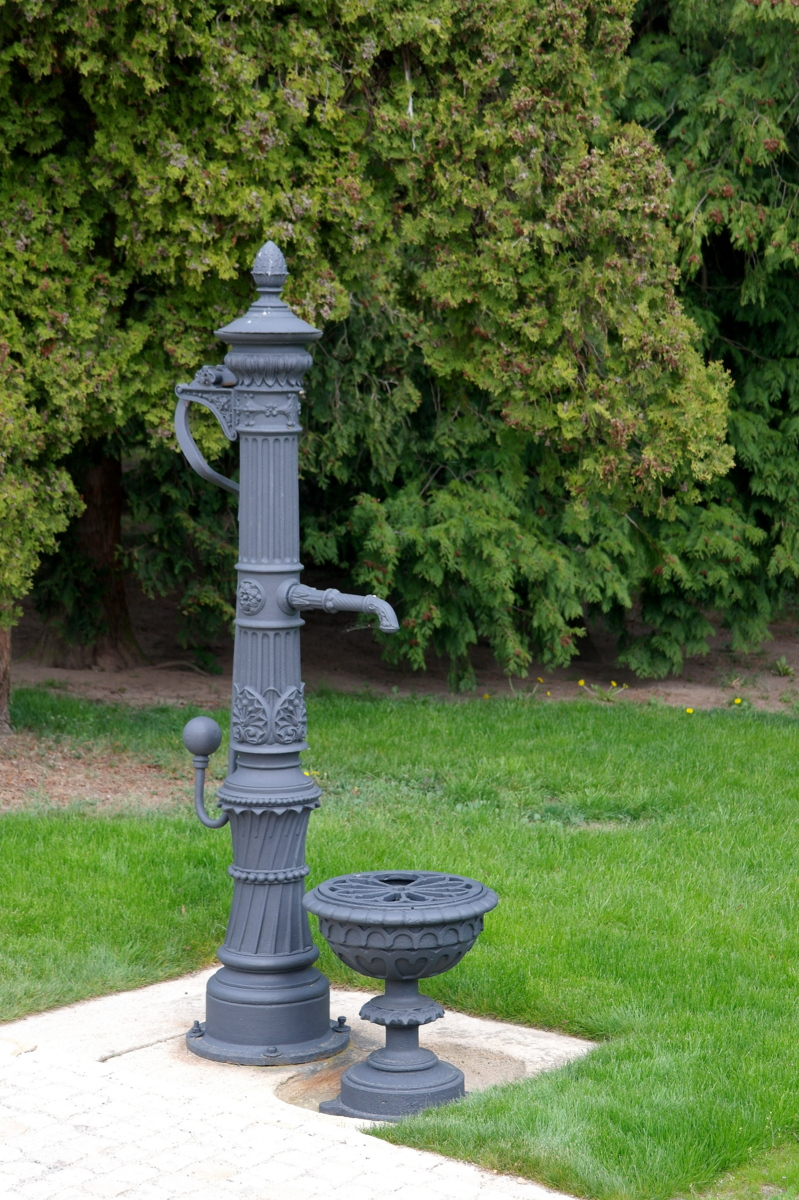
Schloss Lány (CR)
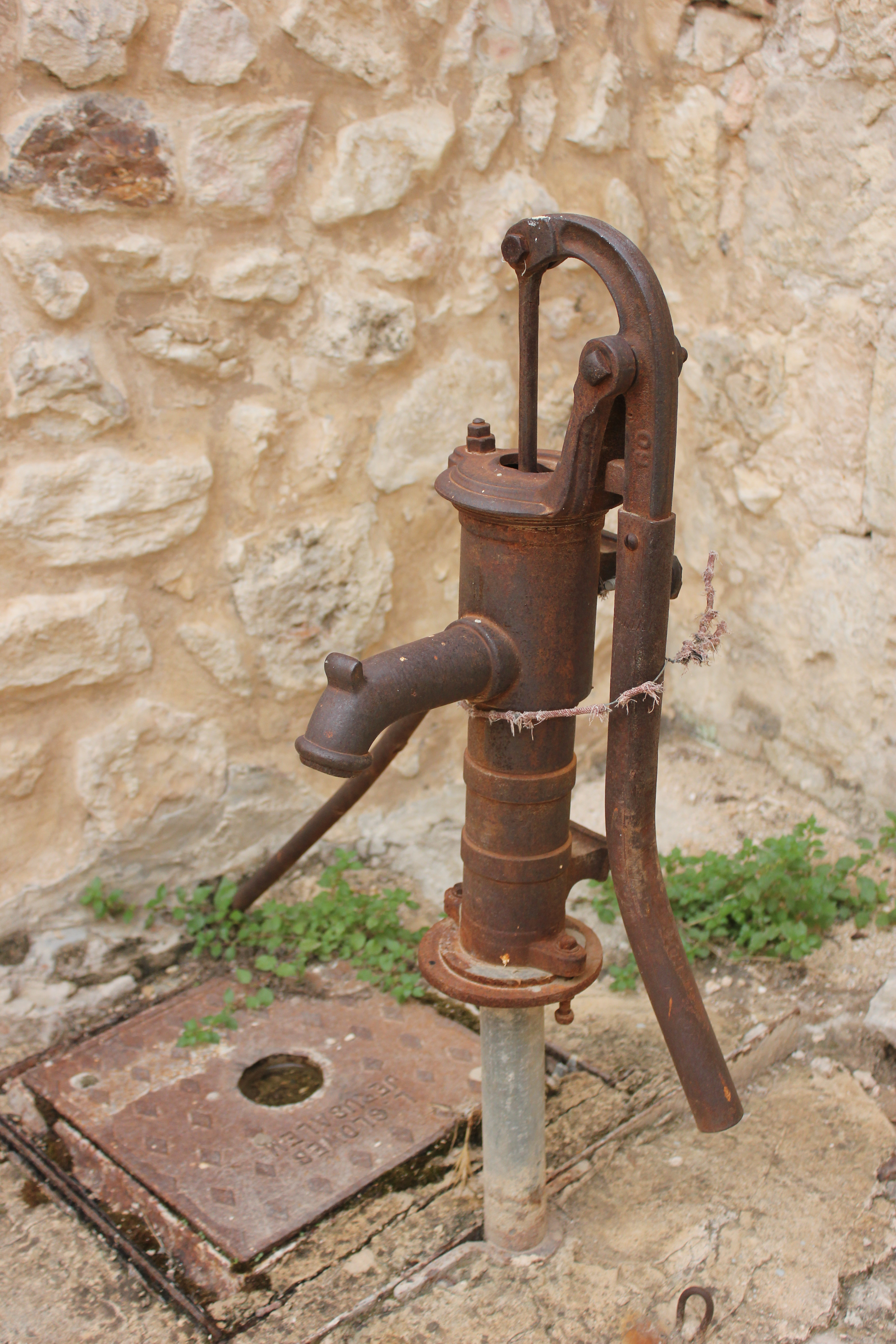
Jerusalem (Armenisches Viertel)
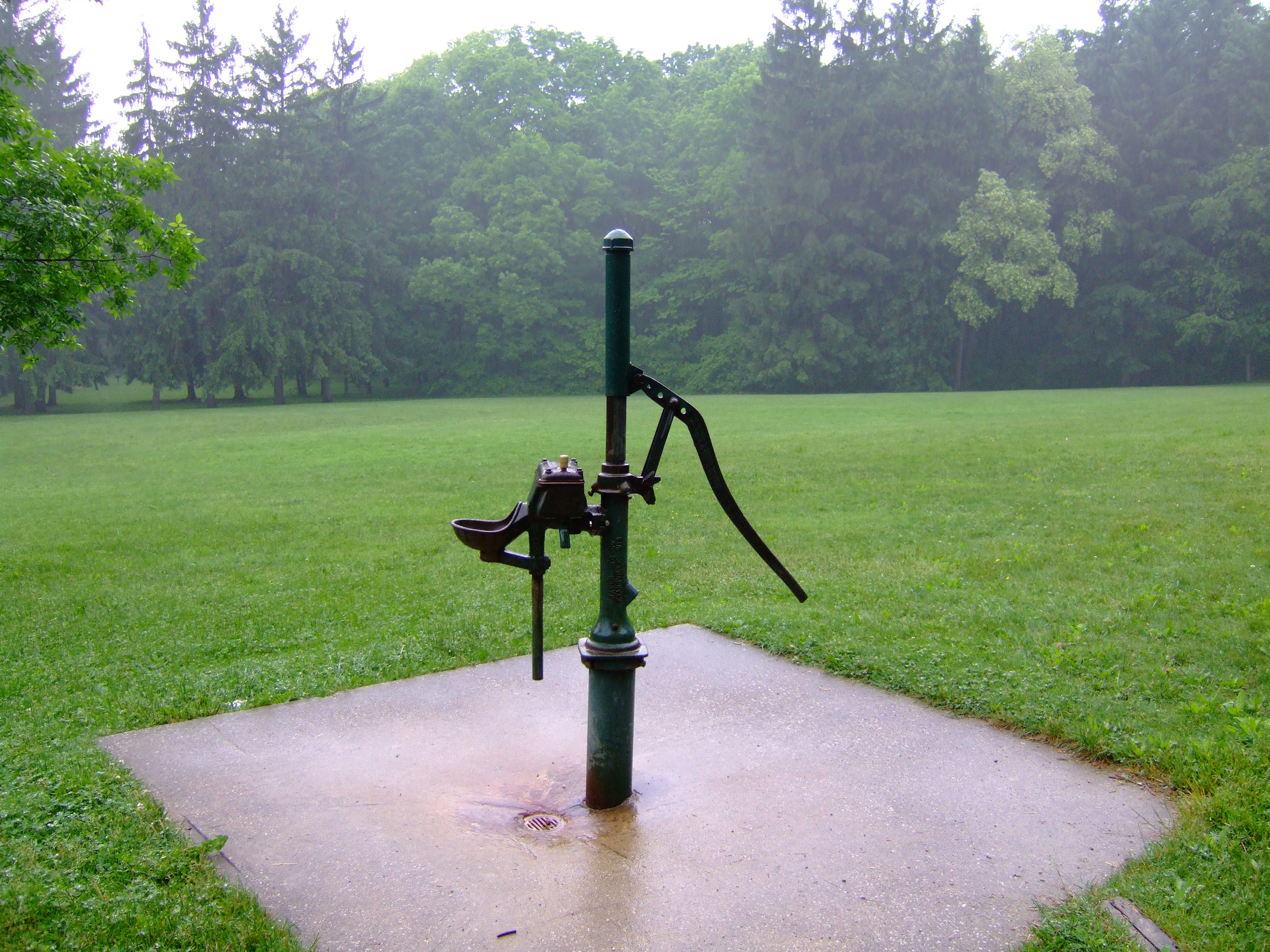
Handpumpe in den USA
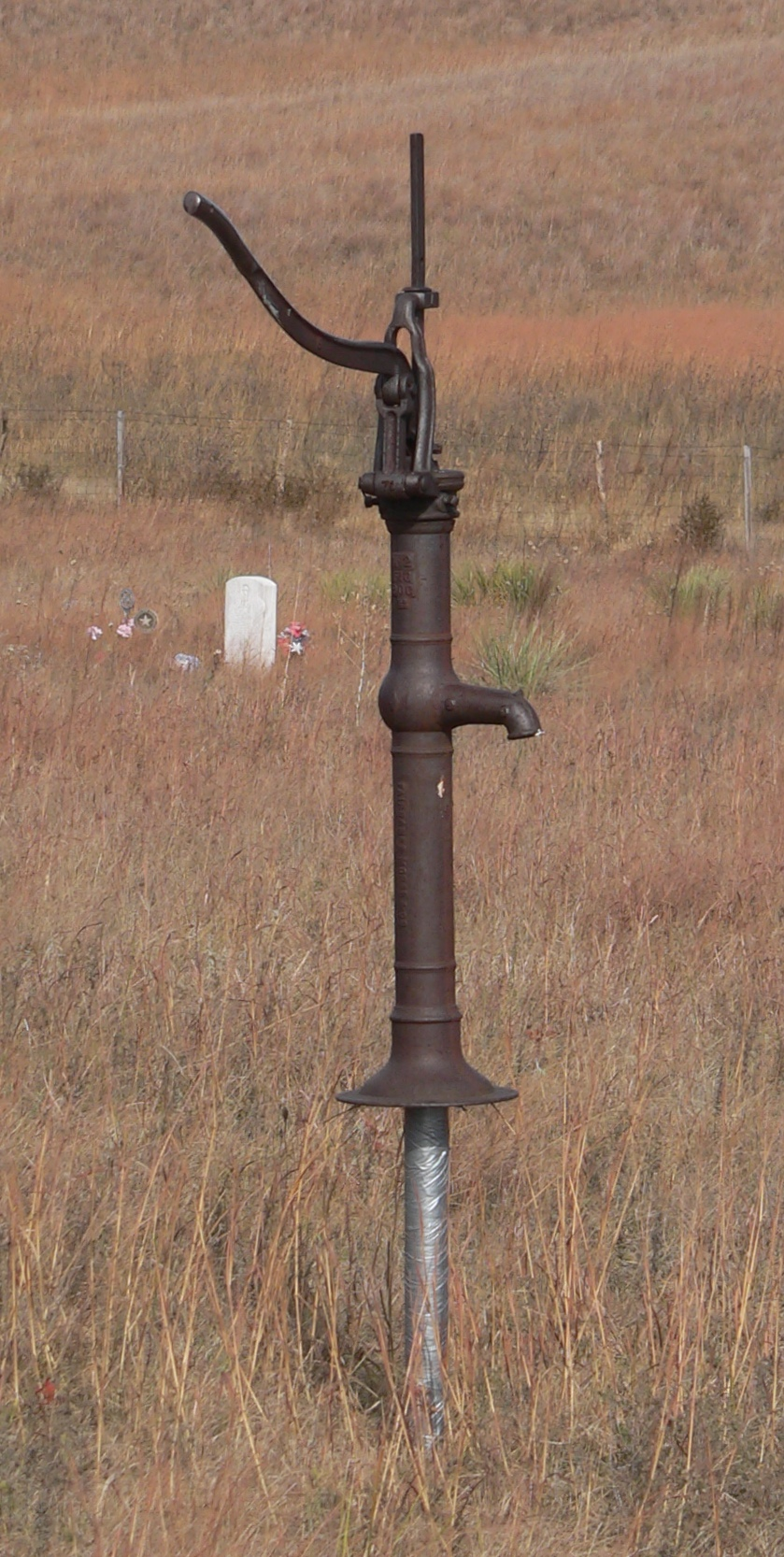
Schwengelpumpe auf dem Brunnenrohr